# Golf-Sprachen
Die Golf-Sprachen bilden eine hypothetische nordamerikanische Sprachfamilie, die sich aus den Muskogee-Sprachen einerseits und vier ausgestorbenen, bislang als isoliert betrachteten Einzelsprachen zusammensetzt, nämlich Natchez, Tunica, Atakapa und Chitimacha. 
Die Golf-Sprachen wurden von Mary Haas (Haas 1951, 1952) als Sprachfamilie vorgeschlagen, jedoch konnte diese Familie nicht eindeutig durch die vergleichende Sprachwissenschaft identifiziert werden. Historische Linguisten wie Lyle Campbell (Campbell and Mithun 1979, Campbell 1997) erwähnen die Verwandtschaft als unbewiesen, wennschon einige Muskogee-Sprachwissenschaftler glauben, dass die Muskogee-Sprachen zumindest mit Natchez verwandt sind (Campbell 1997:305). 
Jedenfalls betrachteten einige Spezialisten der Muskogee-Sprachwissenschaft, darunter Mary Haas und Pamela Munro (Munro 1995) die Hypothese einer Golf-Sprachfamilie als vielversprechend; Haas meinte, die nächst verwandte Sprache der Muskogee-Sprachen wäre Natchez, gefolgt von Tunica, Atakapa und – zweifelhafter – Chitimacha. Eine Schwierigkeit bei der Verifizierung der Hypothese bildet das Fehlen zugänglicher Primärquellen. Die meisten Aufzeichnungen zu Chitimacha und Natchez sind bislang unveröffentlicht und befinden sich in Archiven.